# Чекмотаев, Николай Дмитриевич

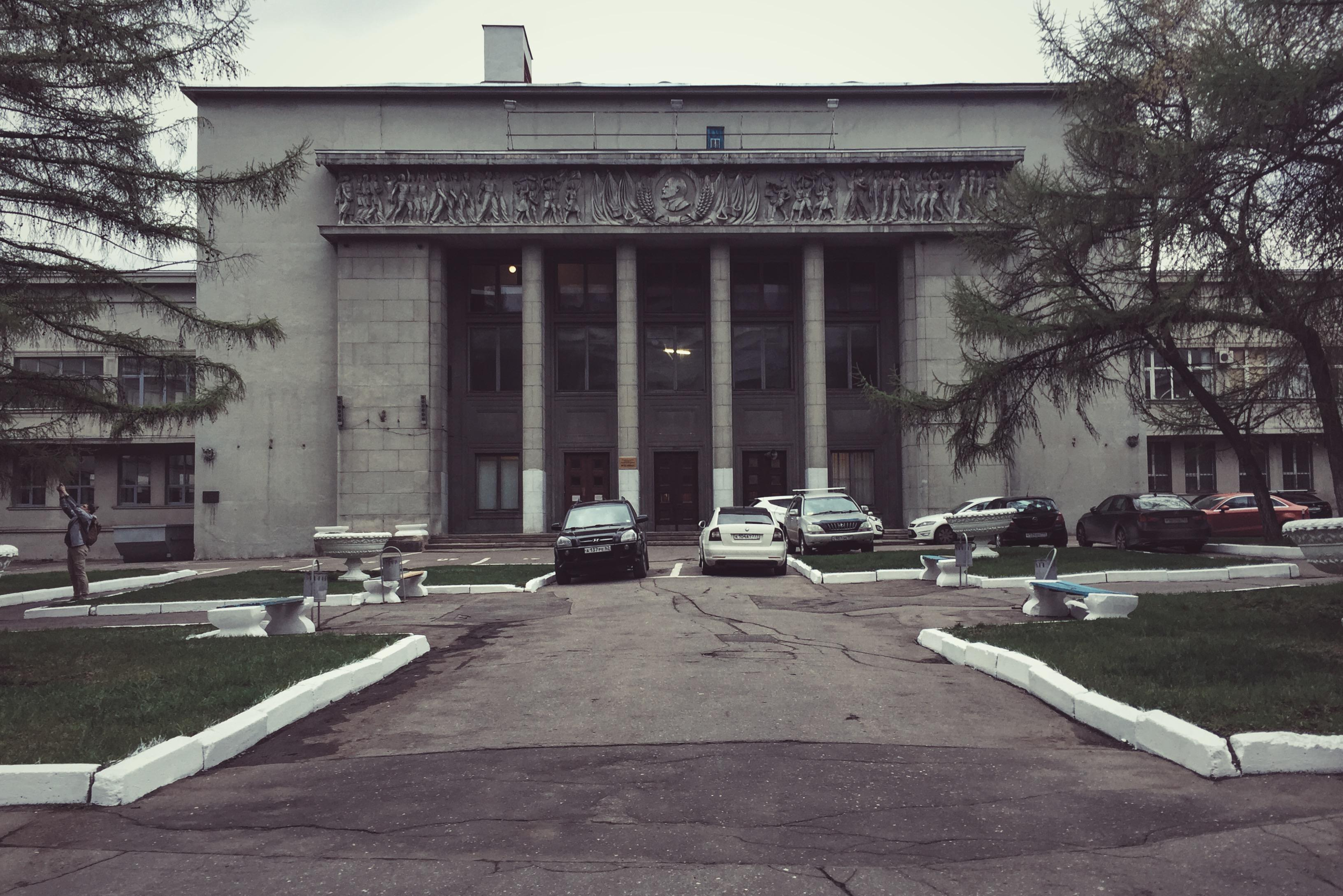
Дом культуры газеты «Правда»

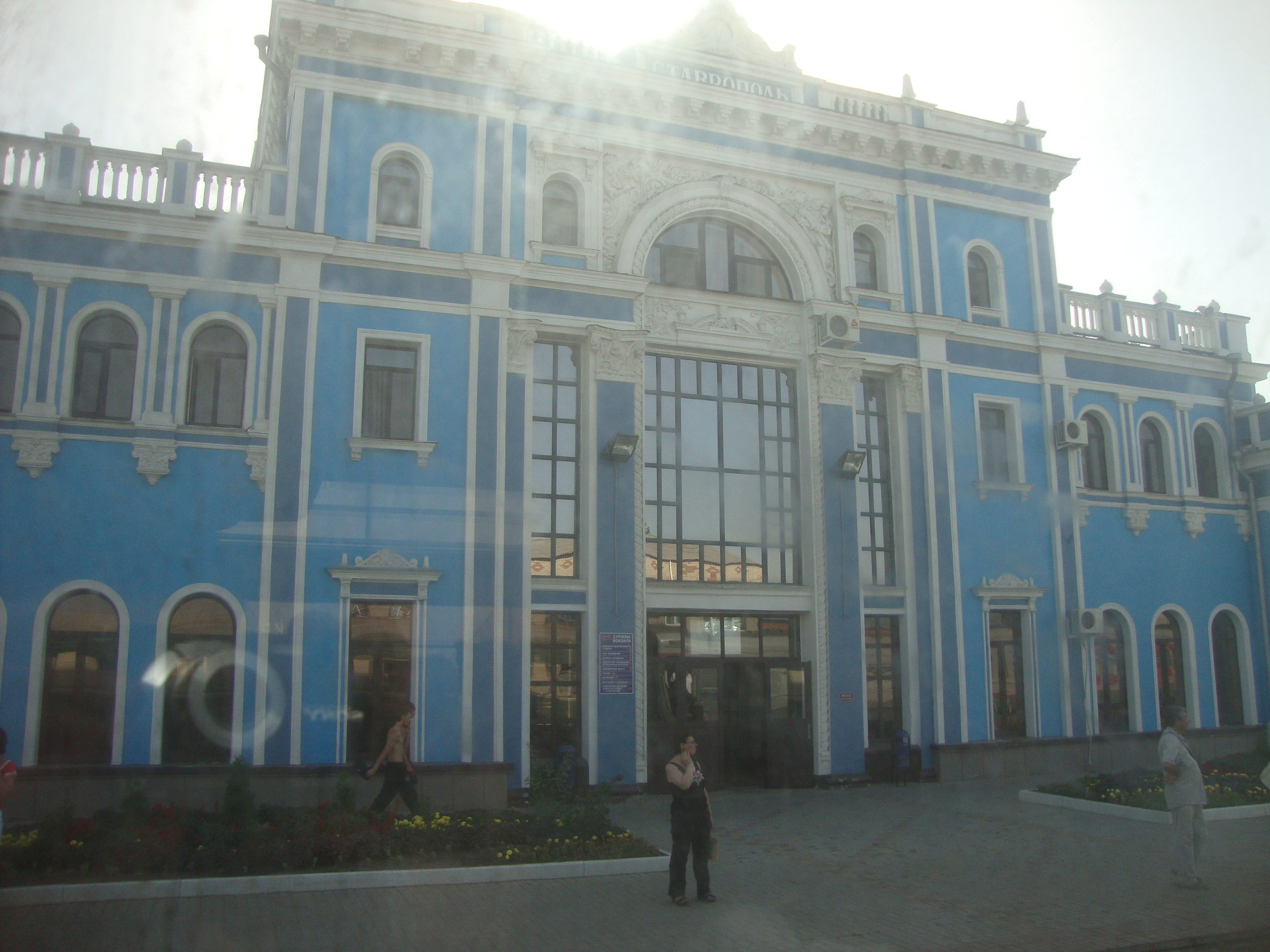
Железнодорожный вокзал Ставрополя

Николай Дмитриевич Чекмотаев (2 марта 1907 — 8 июля 1989) — советский архитектор. Заслуженный архитектор РСФСР (1978), лауреат премии Совета Министров СССР.

## Биография
Николай Чекмотаев родился 2 марта 1907 года в деревне Калужской области. В возрасте 21 года окончил Московский строительный политехникум и начал трудовую деятельность на стройплощадке, работая в тресте «Мосстрой». Параллельно учился в Московском инженерно-строительном институте, который окончил в 1932 году.
После окончания института начал трудовую деятельность в качестве архитектора. Вначале работал над заказными проектами под руководством П. А. Голосова. Затем несколько лет проработал в «Моспроекте» под руководством А. В. Щусева. Принимал участие в архитектурных конкурсах, лауреат премий. В частности, в 1930 году получил 1-ю премию в конкурсе на проект бани в Херсоне. Работал совместно с В. Д. Кокориным, А. М. Рухлядевым, А. Ф. Жуковым, Д. Н. Чечулиным. По проектам Н. Д. Чекмотаева в Москве были построены Всесоюзный автотракторный институт в Лихоборах, Дом культуры газеты «Правда» (совместно с Н. М. Молоковым), жилые дома на Беговой и Калужской улицах, Международный Ленинский комвуз и Дворец профсоюзов.
Принимал участие в Великой Отечественной войне. Служил в специальном батальоне инженерной разведки МПВО. Занимался маскировкой объектов и обследованием разрушенных зданий. С 1942 года — на фронте. Был ранен. В 1945 году был назначен главным архитектором Ставрополя, занимался послевоенным восстановлением города. Выполнил проект железнодорожного вокзала и краевого драматического театра. Избирался депутатом Ставропольского городского совета.
В 1949 году вернулся в Москву. Два года проработал в «Моспроекте» с В. С. Андреевым. В 1951—1962 годах работал в должности главного архитектора проектов в СоюзморНИИпроект Министерства морского флота СССР. Занимался проектированием и строительством жилых домов, клубов, кинотеатров и больниц]]. Ездил в служебные командировки в ОАР и в Йемен, где занимался проектированием и строительством гражданских зданий для порта Ходейда на Красном море. Он также стал автором памятника Семёну Дежнёву на мысе Дежнёва (скульптор З. В. Баженова).
С 1962 года по поручению Д. Н. Чечулина занимался проектированием и строительством концертного зала гостиницы «Россия» в Москве на 3000 мест. Представляя Чекмотаева коллективу мастерской № 16 «Моспроекта-1» Чечулин сказал: «Только талант, знания, опыт и безграничное трудолюбие Николая Дмитриевича способны сделать не просто концертный зал, а подарить Москве уникальнейшее сооружение для проведения торжественных мероприятий, союзных и международных форумов». На эту работу ушло около 15 лет. За создание концертного зада «Россия» Н. Д. Чекмотаев в составе коллектива был удостоен премии Совета Министров СССР.
В числе последних проектов Н. Д. Чекмотаева были административное здание, зал на 400 мест для гостиницы «Россия», объекты Моссовета и МГК КПСС. Последние годы работал в мастерской № 6 Моспроекта-2.
Член Союза архитекторов СССР с 1932 года. Член КПСС с 1951 года.
Умер 8 июля 1989 года.

## Награды и звания
- Заслуженный архитектор РСФСР (1978)[2]
- Премия Совета Министров СССР — за проектирование и строительства концертного зала «Россия» (в составе коллектива)[3]
- Орден Трудового Красного Знамени (11.08.1966) — за достигнутые успехи в выполнении заданий семилетнего плана по строительству[7]
- Медаль «В ознаменование 100-летия со дня рождения Владимира Ильича Ленина»[6]